# April 2021
Portal Geschichte | Portal Biografien | Aktuelle Ereignisse | Jahreskalender | Tagesartikel

◄ |
20. Jahrhundert |
21. Jahrhundert

◄ |
1990er |
2000er |
2010er |
2020er
| 2030er | 2040er

◄ |
2017 |
2018 |
2019 |
2020 |
2021
| 2022 | 2023 | 2024 | 2025 | ►

◄ |
Januar 2021 |
Februar 2021 |
März 2021 |
April 2021 |
Mai 2021 |
Juni 2021 |
Juli 2021 |
►
Dieser Artikel behandelt tagesbezogene Nachrichten und Ereignisse im April 2021.

## Tagesgeschehen

### Donnerstag, 1. April 2021
- Bratislava/Slowakei: Präsidentin Zuzana Čaputová ernennt den bisherigen Finanzminister Eduard Heger zum neuen Ministerpräsidenten.[1]
- Dschalalabad/Afghanistan: Die Serie gezielter Tötungen von Frauen in Afghanistan reißt nicht ab: Eine Polizistin wird in Dschalalabad ermordet.[2]
- San Marino/San Marino: Gian Carlo Venturini und Marco Nicolini werden als neue Capitani Reggenti vereidigt.[3]
- Stuttgart/Deutschland: Nach der Landtagswahl in Baden-Württemberg gibt der Parteivorstand der Grünen bekannt, eine erneute Koalition mit der CDU anzustreben. Innerhalb der Grünen, insbesondere der Grünen Jugend, kritisieren mehrere Mitglieder diesen Schritt, denn diese hätten eine Koalition mit SPD und FDP bevorzugt.[4]

### Freitag, 2. April 2021
- Berlin/Deutschland: Die STIKO empfiehlt, Personen unter 60 Jahren, die bereits gegen das Coronavirus mit dem AstraZeneca-Vakzin geimpft wurden, für die zweite Impfung mit einem mRNA-Impfstoff zu impfen.[5]
- Kidal/Mali: Bei einem Angriff von Dschihadisten auf einen Stützpunkt der MINUSMA in Adjelhoc nahe der Grenze zu Algerien werden vier tschadische UN-Soldaten getötet.[6]
- Seattle/Vereinigte Staaten: Amazon geht erneut auf Vorwürfe ein, dass ihre Fahrer in Flaschen urinieren müssten, und räumt ein, dass dies vorkommen könne, weil Zeit und Toiletten fehlen. Zuvor hatte Amazon die Vorwürfe abgestritten.[7][8]
- Vatikanstadt: Papst Franziskus startet mit der Karfreitagsmesse in ein zweites Osterfest während der COVID-19-Pandemie. Bei der Messe im Petersdom sind rund 200 Teilnehmer anwesend.[9]
- Washington, D.C./Vereinigte Staaten: Vor dem US-Kapitol überfährt ein Mann mit einem Auto zwei Polizisten und rammt danach eine Polizeiabsperrung. Einer der Polizisten wird getötet, der andere wird verletzt. Nachdem der mit einem Messer bewaffnete Fahrer aus dem Auto gestiegen ist und nicht auf Warnungen gehört hat, wird er durch einen Polizisten erschossen. Das US-Kapitol wird nach dem Vorfall abgeriegelt.[10][11]
- Xiulin/Taiwan: Ein Schnellzug, der mit einem ungenügend gesicherten Baustellenfahrzeug kollidiert, entgleist bei der Einfahrt in einen Tunnel. Nach ersten Angaben sterben 50 Menschen und 118 werden verletzt.

### Samstag, 3. April 2021
- Amman/Jordanien: Nach einem angeblichen Komplott gegen König Abdullah II. werden 20 Personen festgenommen und sein Halbbruder Prinz Hamzah unter Hausarrest gestellt.[12]
- Kairo/Ägypten: In einer feierlichen Prozession werden in Begleitung kostümierter Darsteller 22 Mumien früherer Pharaonen durch Kairo in das neu eingeweihte Nationalmuseum der ägyptischen Zivilisation (NMEC) transportiert.[13]
- Mogadischu/Somalia: Bei einem Selbstmordanschlag durch die Explosion einer Autobombe werden in der somalischen Hauptstadt zehn Personen getötet.[14] Bei mehreren Terrorattacken durch Explosionen von Autobomben und Mörserbeschüssen durch Islamisten der Shabaab-Miliz auf verschiedene Stützpunkte der somalischen Streitkräfte in der südsomalischen Region Shabeellaha Hoose werden mindestens neun Soldaten getötet und elf verletzt. 76 Terroristen kommen bei den Attacken ums Leben.[15]

### Sonntag, 4. April 2021

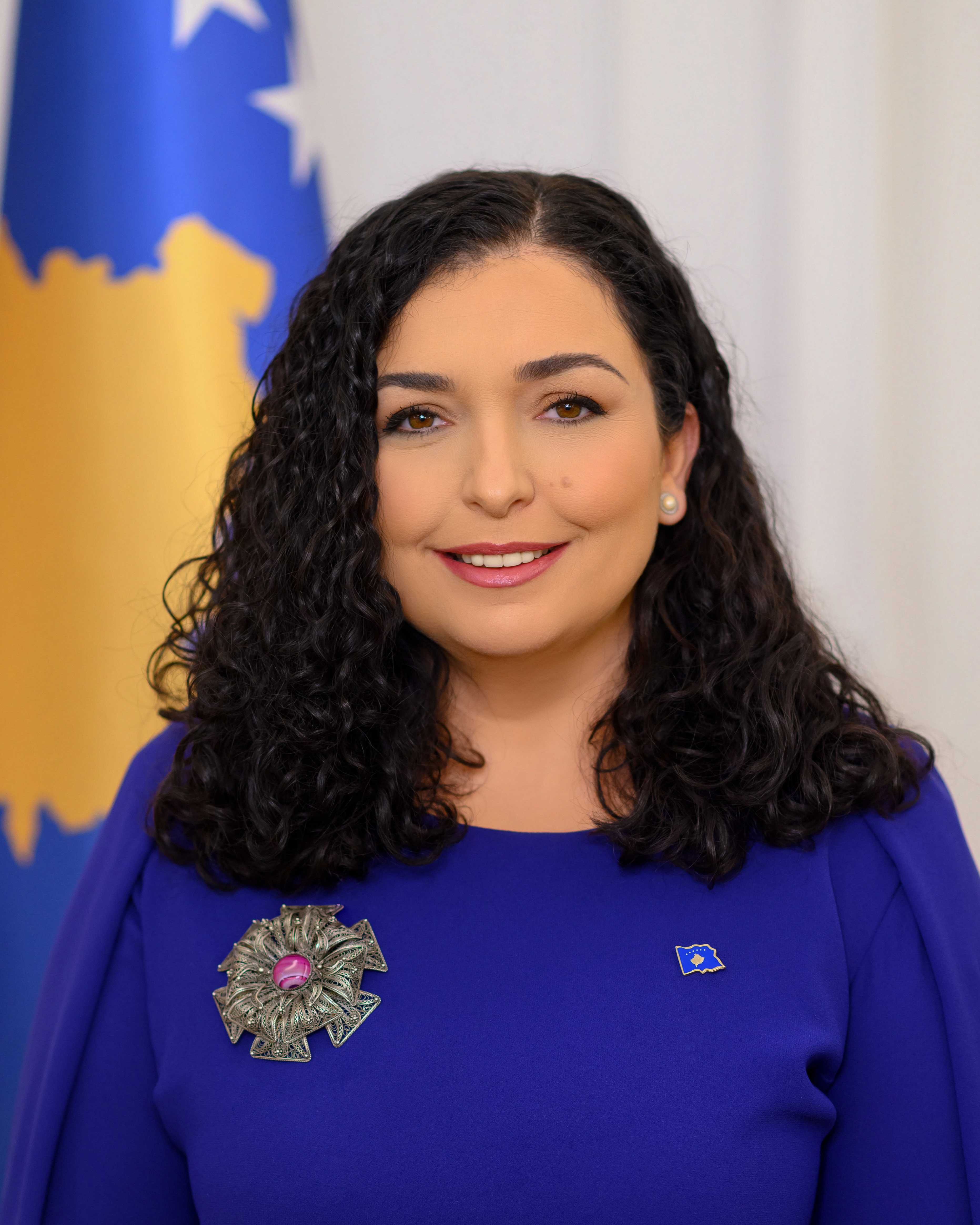
Vjosa Osmani (2021)

- Jakarta/Indonesien und Dili/Osttimor: In der Nacht zum Sonntag führen starke Regenfälle zu schweren Überflutungen in Indonesien und Osttimor. Infolgedessen gibt es mindestens 86 Tote in Indonesien, 27 Tote in Osttimor und es werden tausende Menschen obdachlos.[16]
- Kabul/Afghanistan: Durch die Explosion einer Autobombe in der afghanischen Hauptstadt kommen drei Sicherheitsbedienstete ums Leben, zwölf weitere werden verletzt. Die Taliban bekennen sich zu dem Anschlag.[17]
- Pristina/Kosovo: Das Parlament wählt Vjosa Osmani zur neuen Staatspräsidentin. Oppositionsparteien und die serbische Minderheit boykottieren die Abstimmung.[18]
- Sofia/Bulgarien: Bei der Parlamentswahl geht die konservative Partei des Ministerpräsidenten Bojko Borissow als stärkste Kraft hervor, verfehlt jedoch die absolute Mehrheit.[19]

### Montag, 5. April 2021

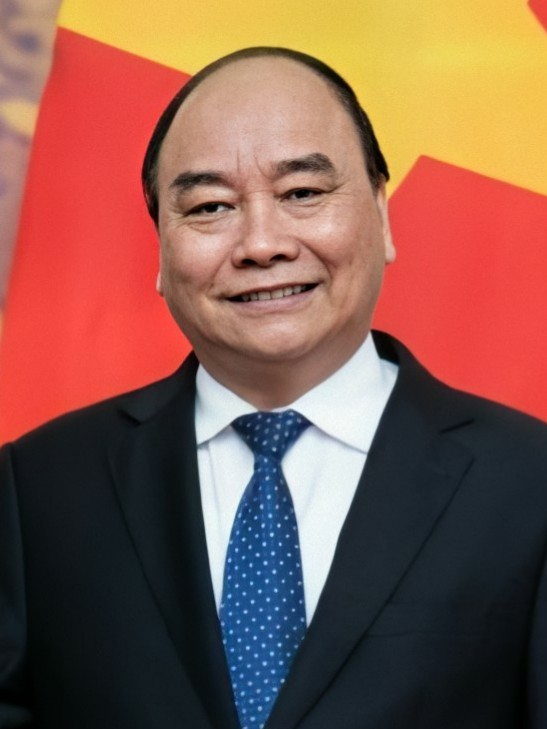
Nguyễn Xuân Phúc (2019)

- al-Dschunaina/Sudan: Nach dreitägigen bewaffneten Zusammenstößen zwischen Angehörigen der Ethnien Rizeigat und Masalit in West-Darfur werden mindestens 40 Personen getötet und 60 verletzt.[20]
- Hanoi/Vietnam: Die Abgeordneten der Nationalversammlung wählen Nguyễn Xuân Phúc zum neuen Staatspräsidenten und Phạm Minh Chính zum neuen Ministerpräsidenten.[21]
- Moskau/Russland: Präsident Wladimir Putin unterzeichnet ein Gesetz, das die Anzahl seiner bisherigen Amtszeiten auf null setzt. Damit wäre theoretisch sein Weiterregieren bis 2036 möglich.[22]
- Owerri/Nigeria: Bei einem Angriff mit Sprengstoff und Schusswaffen auf ein Gefängnis in Owerri, der Hauptstadt des Bundesstaates Imo, werden 1844 Gefangene befreit. Örtliche Polizeikräfte machen die separatistische Bewegung Indigenous People of Biafra für den Angriff verantwortlich.[23]
- Seoul/Südkorea: Der südkoreanische Elektronikhersteller LG Electronics kündigt nach Milliardenverlusten das Ende seiner Produktion von Smartphones an. Eine neue Strategie fokussiert sich auf die Herstellung von Teilen für Elektrofahrzeuge und Robotertechnik.[24]
- Washington, D.C./Vereinigte Staaten: Janet Yellen, Finanzministerin der USA, wirbt in einer Rede – die sie vor dem Chicago Council on Global Affairs im Vorfeld der Frühjahrskonferenz des Internationalen Währungsfonds hält – für eine weltweite Mindestbesteuerung von Unternehmen.[25][26]

### Dienstag, 6. April 2021
- Den Haag/Niederlande: Nach Schwierigkeiten des amtierenden Ministerpräsidenten Mark Rutte, eine neue Regierungsmehrheit zustande zu bekommen, wird nach Absprache der 17 Fraktionschefs Herman Tjeenk Willink als Informateur beauftragt, um Mehrheiten für eine Regierungsbildung auszuloten.[27]
- Little Rock/Vereinigte Staaten: Abgeordnetenkammer und Senat von Arkansas stimmen für ein Gesetz, das Geschlechtsanpassungen von transsexuellen Jugendlichen mit Hormonen oder Pubertätsblockern verbietet, und überstimmen damit das Veto des Gouverneurs Asa Hutchinson.[28]
- Nuuk/Grönland: Die Inuit Ataqatigiit unter Múte B. Egede gewinnt erstmals seit 2009 die Parlamentswahl.[29]
- Pjöngjang/Nordkorea: Wegen gesundheitlicher Risiken seiner Athleten aufgrund der Corona-Pandemie verkündet das Sportministerium die Absage der Teilnahme Nordkoreas an den diesjährigen Olympischen Spielen in Tokio.[30]

### Mittwoch, 7. April 2021
- Belfast/Vereinigtes Königreich: Bei Ausschreitungen zwischen gewalttätigen Jugendlichen und Polizeikräften wird durch Randalierer ein Linienbus in Brand gesteckt und ein Journalist angegriffen.[31]
- Kiew/Ukraine: In der Ukraine werden bestimmte Cannabis-Produkte zum medizinischen Gebrauch legalisiert.[32]
- Salamiyya/Syrien: Bei einem Angriff durch Terroristen des Islamischen Staates auf die Polizeistation der Stadt al-Saan im Distrikt Salamiyya in Zentralsyrien werden Dutzende Personen gefangen genommen, darunter acht Soldaten. Eine Person kommt bei der Attacke ums Leben. Dieser Angriff stellt die heftigste Attacke des Islamischen Staates der vergangenen drei Jahre in Syrien dar.[33]
- Zürich/Schweiz: Der Weltfußballverband suspendiert aufgrund staatlicher Einmischung die Teilnahme von tschadischen Fußballmannschaften an internationalen Turnieren.[34]

### Donnerstag, 8. April 2021
- Kairo/Ägypten: Ein ägyptisches Gericht verurteilt den früheren Anführer der Muslimbruderschaft, Mahmoud Ezzat, wegen Terrorismus zu lebenslanger Haft.[35]
- Luxor/Ägypten: Das Archäologenteam um Zahi Hawass gibt gegenüber der Nachrichtenwebsite „Ahram Online“ bekannt, in der Nähe von Luxor eine „verlorene goldene Stadt“ entdeckt und in monatelanger Arbeit freigelegt zu haben.[36]
- Porto Novo/Benin: Bei einer gewaltsamen Demonstrationsauflösung gegen den amtierenden Präsidenten Patrice Talon im Vorfeld der Präsidentschaftswahlen werden in Savé im Departement Collines durch Schüsse eine Person getötet und sechs Personen verletzt.[37]

### Freitag, 9. April 2021
- Apia/Samoa: Parlamentswahl
- Baikonur/Kasachstan: Der Raumflug Sojus MS-18 startet mit den russischen Kosmonauten Oleg Nowizki und Pjotr Dubrow sowie dem US-Astronauten Mark Vande Hei zur Internationalen Raumstation.
- Dschibuti/Dschibuti: Bei der Präsidentschaftswahl wird Präsident Ismail Omar Guelleh mit über 98 % der Stimmen für eine fünfte Amtszeit wiedergewählt.[38]
- Kingstown/St. Vincent und die Grenadinen: Nach dem Ausbruch des Vulkans Soufrière auf St. Vincent werden für den Nordteil der Insel Tausende Evakuierungen angeordnet.[39]
- Moskau/Russland: Bei zunehmenden Spannungen im Konflikt zwischen Russland und der Ukraine erhöht Russland sein Truppenkontingent an der ukrainischen Grenze und droht mit einem Eingreifen zum Schutz russischsprachiger Bewohner der Ostukraine, denen seit 2019 trotz internationalen Protests die russische Staatsbürgerschaft gewährt worden war. Die Vereinigten Staaten entsenden derweil zwei Kriegsschiffe in das Schwarze Meer.[40]
- Windsor/Vereinigtes Königreich: Der Ehemann von Königin Elisabeth II., Prinz Philip, stirbt im Alter von 99 Jahren auf Windsor Castle.[41]
- Yangon/Myanmar: Bei weiter anhaltenden Protesten gegen die Militärjunta werden durch diese mindestens 83 Personen getötet. Derweil fordert der myanmarische Vertreter bei den Vereinten Nationen Sanktionen gegen die Militärjunta.[42]

### Samstag, 10. April 2021
- Baidoa/Somalia: Beim Angriff eines Selbstmordattentäters auf ein Café, in dem der Gouverneur der südsomalischen Region Bay, Ali Wardhere, zu Gast war, kommen vier Personen ums Leben, darunter drei Leibwächter Wardheres, sechs weitere werden verletzt. Wardhere kann unverletzt entkommen. Bei einem weiteren Anschlag in Mogadischu wird ein Soldat getötet.[43]
- Malang/Indonesien: Bei einem Erdbeben der Stärke 6.0 kommen in der Provinz Ostjava mindestens sieben Menschen ums Leben. Einige Gebäude werden zerstört.[44]

### Sonntag, 11. April 2021

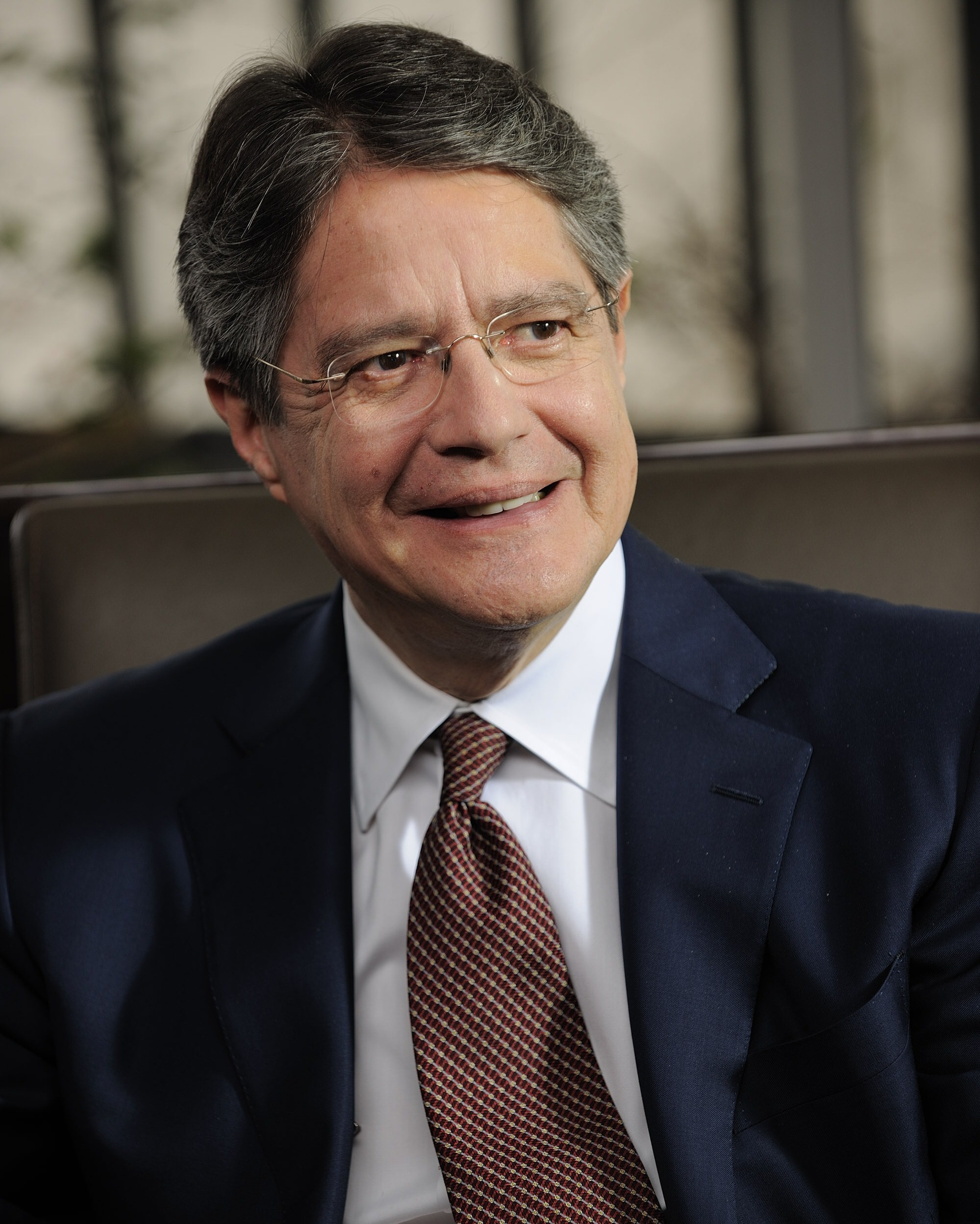
Guillermo Lasso

- Bischkek/Kirgisistan: In Kirgisistan wird ein Verfassungsreferendum angenommen, womit eine Verkleinerung des Parlamentes, der Ausbau der Macht sowie eine weitere Amtsperiode des Staatspräsidenten ermöglicht worden ist.[45]
- Changji/China: Durch einen Wassereinbruch in 1200 Metern Tiefe werden 21 Bergleute in einem Bergwerk in Hutubi im Bezirk Changji in Xinjiang im Nordwesten Chinas eingeschlossen.[46]
- Lima/Peru: Präsidentschaftswahlen[47]
- Natanz/Iran: Nach Problemen im Stromnetz der Atomanlage Natanz bezichtigt der Iran nicht näher genannte Täter des nuklearen Terrorismus der Verantwortung für den Störfall.[48]
- N’Djamena/Tschad: Präsidentschaftswahlen[49]
- Porto Novo/Benin: Präsidentschaftswahlen[50]
- Quito/Ecuador: Der Mitte-Rechts-Kandidat Guillermo Lasso gewinnt die Stichwahl um das Amt des Präsidenten gegen den Sozialisten Andrés Arauz.[51]

### Montag, 12. April 2021
- Paris/Frankreich: Die Abgeordneten beschließen ein Gesetz, wonach Inlandsflüge nur noch auf den Strecken ermöglicht werden soll, deren vergleichbare Reisezeit mit der Eisenbahn länger als 2,5 Stunden dauert.[52]

### Dienstag, 13. April 2021
- Berlin/Deutschland: Der Chaos Computer Club fordert, keine Steuermittel mehr für die Luca-App auszugeben, und begründet dies unter anderem mit Sicherheitsproblemen der App sowie einer fragwürdigen Vergabepraxis des Staates beim Erwerb der App-Lizenzen.[53][54]
- Farah/Afghanistan: Bei der Explosion eines mit Sprengstoff beladenen Fahrzeugs nahe einer Polizeistation durch einen Selbstmordattentäter im westafghanischen Farah werden mindestens drei Zivilisten getötet. Mehrere Terrorattacken in Nordafghanistan töten mindestens 10 afghanische Soldaten.[55]
- Niamey/Niger: Bei einem Brand in einer Schule in einem Außenbezirk der nigrischen Hauptstadt Niamey werden 20 Vorschulkinder im Alter zwischen 3 und 8 Jahren getötet.[56]
- Ouagadougou/Burkina Faso: Der frühere burkinische Präsident Blaise Compaoré wird wegen Verwicklungen in die Ermordung von dessen Amtsvorgänger Thomas Sankara vor einem Militärgericht in Abwesenheit angeklagt.[57]
- Tokyo/Japan: Regierungschef Yoshihide Suga gibt bekannt, über eine Million Tonnen aufbereitetes, allerdings weiterhin mit Tritium kontaminiertes Kühlwasser des havarierten Kernreaktors Fukushima über einen langen Zeitraum verdünnt ins Meer leiten zu wollen. Umweltschützer, Fischer und Landwirt protestieren gegen diese Entscheidung.[58]

### Mittwoch, 14. April 2021
- Asyut/Ägypten: Bei der Kollision eines Reisebusses und eines Lastkraftwagens bei Asyut werden mindestens 20 Personen getötet.[59]
- Mogadischu/Somalia: Beim Auffahren eines Minibusses auf eine Landmine werden in einem Außenbezirk der somalischen Hauptstadt Mogadischu 15 Insassen getötet.[60]
- Van Horn/Vereinigte Staaten: Die Weltraumtourismusrakete New Shepard absolviert erfolgreich ihren 15. und letzten unbemannten Testflug.[61]
- Washington, D.C./Vereinigte Staaten: US-Präsident Joe Biden verkündet, dass der Abzug US-amerikanischer Soldaten in Afghanistan bis zum 11. September, dem 20. Jahrestag der Terroranschläge in New York und Washington, D.C., abgeschlossen sein soll.[62]

### Donnerstag, 15. April 2021
- Karlsruhe/Deutschland: Das Bundesverfassungsgericht in Karlsruhe hat den Berliner Mietendeckel für verfassungswidrig erklärt; diesbezügliche Gesetzgebungsbefugnis liege ausschließlich beim Bund, aufgrund der dort – bereits 2015 – beschlossenen Mietpreisbremse.[63]
- Paris/Frankreich: Die Abgeordneten der Nationalversammlung beschließen einstimmig bei vielen abwesenden Parlamentariern die Einführung eines Schutzalters von 15 Jahren für Geschlechtsverkehr mit Minderjährigen.[64]
- Sadr City/Irak: Bei der Explosion eines mit Sprengstoff beladenen geparkten Fahrzeuges nahe einem Markt in einer Schiiten-Hochburg nahe der irakischen Hauptstadt kommen vier Personen ums Leben, 17 weitere werden verletzt.[65]
- Wellington/Neuseeland: Neuseelands Gesundheitsministerin Ayesha Verall verkündet Pläne, wonach das gesetzlich festgelegte Mindestalter für den Erwerb von Tabakprodukten jährlich steigen soll und es so für die ab 2004 Geborenen nicht mehr erlaubt sein soll, legal Tabakprodukte zu erwerben. Zudem soll die Möglichkeit des Erwerbs von Tabakprodukten stark eingeschränkt werden.[66]

### Freitag, 16. April 2021
- Ankara/Türkei: Die türkische Zentralbank verbietet den Handel von Kryptowährungen, nachdem deren Kurse verbreitet eingebrochen waren.[67]
- Havanna/Kuba: Raúl Castro verkündet beim 8. Parteikongress seinen Rückzug von der Spitze der Kommunistischen Partei Kubas.[68]

### Samstag, 17. April 2021
- Prag/Tschechien: Ministerpräsident Andrej Babiš kündigt an, 18 russische Diplomaten aufgrund von Spionagevorwürfen des Landes zu verweisen. Hintergrund seien Beweise, russische Militäragenten seien an einer großen Explosion im Munitionsdepot Vrbětice 2014 beteiligt gewesen.[69]

### Sonntag, 18. April 2021
- Banha/Ägypten: Beim Entgleisen eines Zuges bei Toukh im Gouvernement al-Qalyubiyya kommen 11 Personen ums Leben, 98 werden verletzt.[70]
- N’Djamena/Tschad: Nach dem Vormarsch der Rebellenorganisation Front for Change and Concord in Chad (FACT) nördlich der tschadischen Hauptstadt werden Teile der US-amerikanischen Botschaft evakuiert. Teilergebnisse der Stimmenauszählung der Präsidentschaftswahlen vor einer Woche sehen derweil Amtsinhaber Idriss Déby führend.[71]
- Praia/Kap Verde: Parlamentswahlen[72]
- Tillabéri/Niger: Bei einem Überfall Dutzender Bewaffneter auf das Dorf Gaigorou in der westnigrischen Region Tillabéri werden mindestens 19 Zivilisten getötet.[73]

### Montag, 19. April 2021

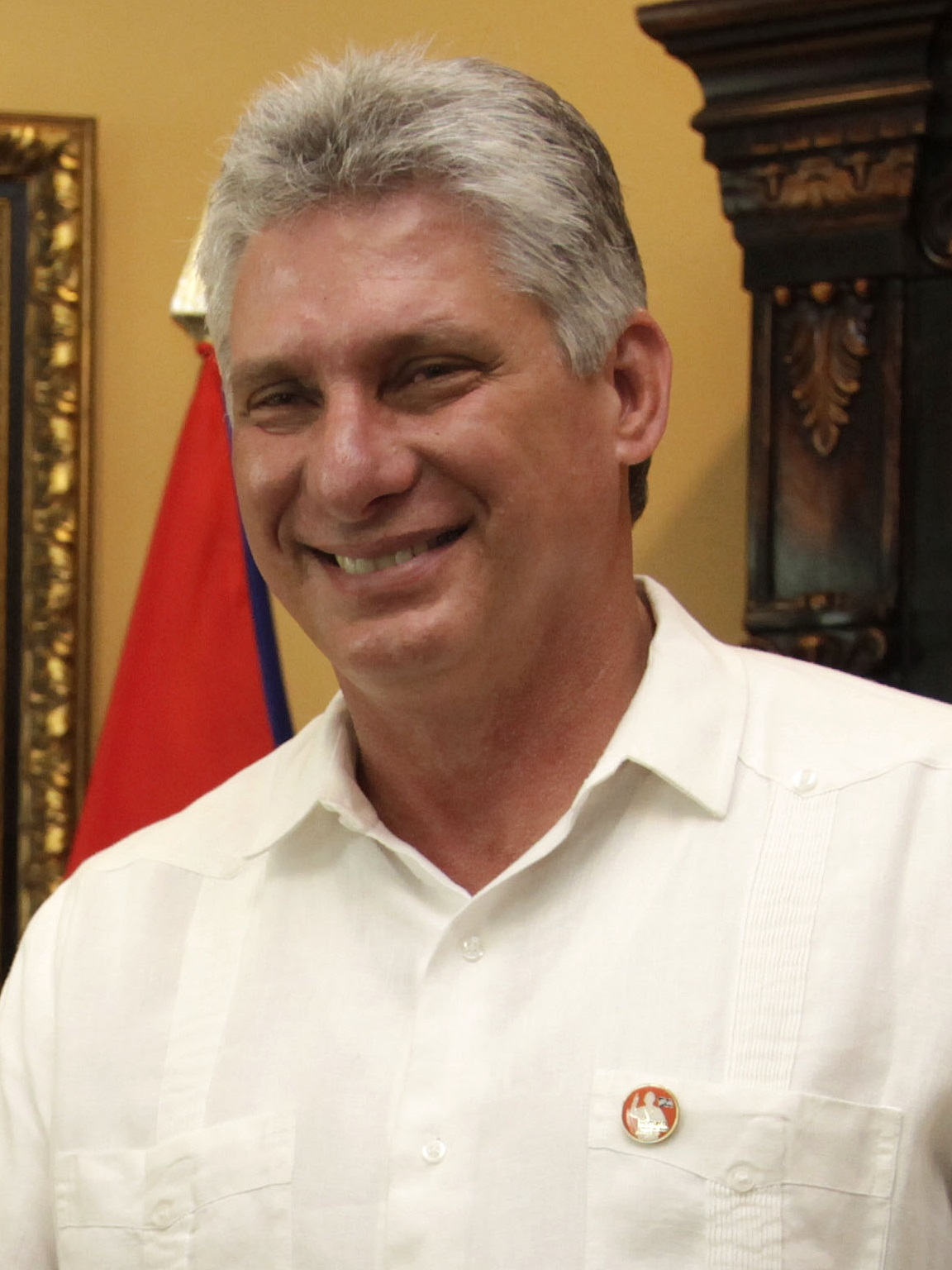
Miguel Díaz-Canel (2015)

- Berlin/Deutschland: Der Bundesvorstand von Bündnis 90/Die Grünen hat Annalena Baerbock als Kanzlerkandidatin für die Bundestagswahl 2021 vorgeschlagen. Sie und Robert Habeck bilden das Spitzenduo für den Wahlkampf.[74]
- Havanna/Kuba: Mit Staatspräsident Miguel Díaz-Canel wird erstmals kein Mitglied der Castro-Familie Erster Sekretär der Kommunistischen Partei Kubas.[75]
- Mars: Der NASA gelingt mit der Helikopterdrohne Ingenuity der erste Flug eines Luftfahrzeugs auf einem anderen Himmelskörper.[76]
- N’Djamena/Tschad: Tschadische Streitkräfte schlagen einen Aufstand von Rebellen im Nordwesten des Landes in den Provinzen Tibesti und Kanem nieder. Die Rebellen seien dabei aus Libyen in den Tschad eingedrungen. Bei der Militäraktion kommen über 300 Rebellen ums Leben, 150 weitere werden festgenommen, 36 Soldaten werden getötet.[77]

### Dienstag, 20. April 2021
- Berlin/Deutschland: Wegen zahlreicher Übergriffe auf Journalisten, hauptsächlich bei Demonstrationen gegen Coronamaßnahmen, ist Deutschland in der Rangliste der Pressefreiheit (herausgegeben von Reporter ohne Grenzen) auf „zufriedenstellend“ herabgestuft worden. Damit belegt Deutschland zum ersten Mal – seit Bestehen der Rangliste – keinen Spitzenplatz mehr.[78]
- Berlin/Deutschland: Der CDU-Bundesvorstand entscheidet sich für Armin Laschet als Kanzlerkandidaten für die Bundestagswahl 2021. Der CSU-Vorsitzende Markus Söder, der ebenfalls Ambitionen auf die Kandidatur hatte, akzeptiert das Ergebnis.[79]
- Gelsenkirchen/Deutschland: Nach einer 1:0-Niederlage bei Arminia Bielefeld am 30. Spieltag der Fußball-Bundesliga ist der FC Schalke 04 nach 30 Jahren Ligazugehörigkeit in die 2. Bundesliga abgestiegen. Es ist der insgesamt vierte Abstieg der Vereinsgeschichte.[80]
- Mars: Der NASA gelingt mit dem MOXIE die erste Sauerstoffproduktion auf einem anderen Himmelskörper.[81]
- N’Djamena/Tschad: Nach dem Tod von Präsident Idriss Déby, der Verwundungen bei Befehlungen der Militäraktionen gegen Rebellen im Nordwesten des Landes erlegen war, übernimmt ein militärischer Übergangsrat unter Vorsitz von General Mahamat Idriss Déby Itno, Sohn des verstorbenen Staatschefs, für etwa 18 Monate die Kontrolle des Landes.[82]

### Mittwoch, 21. April 2021
- Berlin/Deutschland: Die Bundeswehr beendet ihren Einsatz in Afghanistan voraussichtlich schon im Juli.[83]
- Colombo/Sri Lanka: Sri-lankische Behörden weisen ein unter der Flagge von Antigua und Barbuda fahrendes Schiff aus, nachdem dieses radioaktives Material für China als Teil seiner Ladung nicht deklariert hatte.[84]
- Denpasar/Indonesien: Das U-Boot Nanggala der indonesischen Marine wird nach einer Militärübung vor Bali vermisst. An Bord sind 53 Menschen.[85]
- Quetta/Pakistan: Bei der Explosion einer Bombe in einem abgestellten Fahrzeug auf einem Hotelparkplatz werden mindestens vier Personen getötet und 12 verletzt. Der chinesische Botschafter war zum Zeitpunkt der Explosion Gast in dem Hotel, jedoch nicht anwesend.[86]
- Washington, D.C./Vereinigte Staaten: US-Präsident Joe Biden bereitet ein Hilfspaket über 300 Millionen US-Dollar an ziviler Hilfe für Afghanistan vor, mit dem ein Zusammenbruch der afghanischen Regierung nach Abzug der US-Truppen verhindert werden soll.[87]

### Donnerstag, 22. April 2021
- Mannheim/Deutschland: Die Stadt vergibt den Bertha-und-Carl-Benz-Preis 2021 an die Mobilitätsforscher Andreas Knie und Weert Canzler.[88][89]
- Moskau/Russland: Das russische Verteidigungsministerium kündigt einen Truppenrückzug vom ostukrainischen Grenzgebiet an.[90]
- Tokyo/Japan: Aufgrund der Corona-Pandemie wird erstmals in ihrer Geschichte die Tokyo Motor Show, eine wichtige japanische Automobilmesse, abgesagt.[91]
- Washington, D.C./Vereinigte Staaten: Auf Einladung von US-Präsident Joe Biden beraten am internationalen Tag der Erde im Vorfeld der UN-Klimakonferenz 2021 vierzig „world leader“, darunter die Regierungschefs der 17 wichtigsten Industrie- und Schwellenländer,[92] in einer am Earth Day beginnenden zweitägigen virtuellen und live im Internet verfolgbaren Gipfelkonferenz über den Klimawandel.[93][94]

### Freitag, 23. April 2021
- Erfurt/Deutschland: Unter strengen Hygiene-Bestimmungen wird die Bundesgartenschau 2021 eröffnet.
- Kennedy Space Center/Vereinigte Staaten: Der Raumflug SpaceX Crew-2 startet mit den Astronauten Robert Kimbrough, Katherine McArthur, Akihiko Hoshide und Thomas Pesquet zur ISS.
- Majuro/Marshallinseln: Der marshallesische Außenminister Casten Nemra erklärt, dass im Zuge der Klimaerwärmung und damit eines ansteigenden Meeresspiegels eine Umsiedlung der Bevölkerung kein Anliegen der marshallesischen Regierung und der Status als Klimaflüchtlinge für die marshallesische Bevölkerung nicht akzeptabel sei.[95]
- Mumbai/Indien: Beim Ausbruch eines Brandes auf der Covid-Station eines Krankenhauses in den Außenbezirken von Mumbai kommen 13 Corona-Patienten ums Leben.[96]
- Oxford/Vereinigtes Königreich: Forscher vom Jenner-Institut der Universität Oxford melden, dass im Rahmen einer klinischen Studie an 450 Kleinkindern in Burkina Faso der Impfstoff-Kandidat R21/Matrix M eine Wirksamkeit von 77 % gegen Malaria zeigt, ohne dass nennenswerte Nebenwirkungen auftraten. Nun soll eine größer angelegte Studie in mehreren afrikanischen Ländern folgen.[97]

### Samstag, 24. April 2021
- Bagdad/Irak: Bei einem Brand auf der Intensivstation für Corona-Patienten eines Krankenhauses im Osten Bagdads werden mindestens 82 Personen getötet und 110 Menschen verletzt. Brandursache soll die Explosion von Sauerstoffflaschen sein, die zur Beatmung der Intensivpatienten eingesetzt werden und falsch gelagert wurden. Eine fehlende Brandschutzanlage begünstigte das Ausbrechen des Feuers. Im Zusammenhang mit dem Unglück werden mehrere Verantwortliche durch den Ministerpräsidenten suspendiert und festgesetzt.[98]
- Berlin/Deutschland: Auf dem Landesparteitag der Berliner SPD wird Franziska Giffey mit 85,7 Prozent der Stimmen zur Spitzenkandidatin der SPD Berlin für die Berliner Abgeordnetenhauswahl 2021 gewählt.[99]
- Denpasar/Indonesien: Indonesiens Marine entdeckt Trümmer des verschollenen U-Bootes KRI Nanggala (402) in 850 Metern Tiefe vor Bali.[100]
- Kabul/Afghanistan: Bei einer Serie von Terrorattacken in drei Provinzen werden mindestens 14 Zivilisten ermordet.[101]
- Los Angeles/Vereinigte Staaten: 41. Verleihung der Goldenen Himbeere.[102]
- Washington, D.C./Vereinigte Staaten: US-Präsident Joe Biden erkennt das Massaker an den Armeniern im Osmanischen Reich als Völkermord an. Das türkische Außenministerium protestiert gegen diesen Schritt und bezeichnet ihn als „vulgäre Verzerrung von Geschichte“.[103]

### Sonntag, 25. April 2021

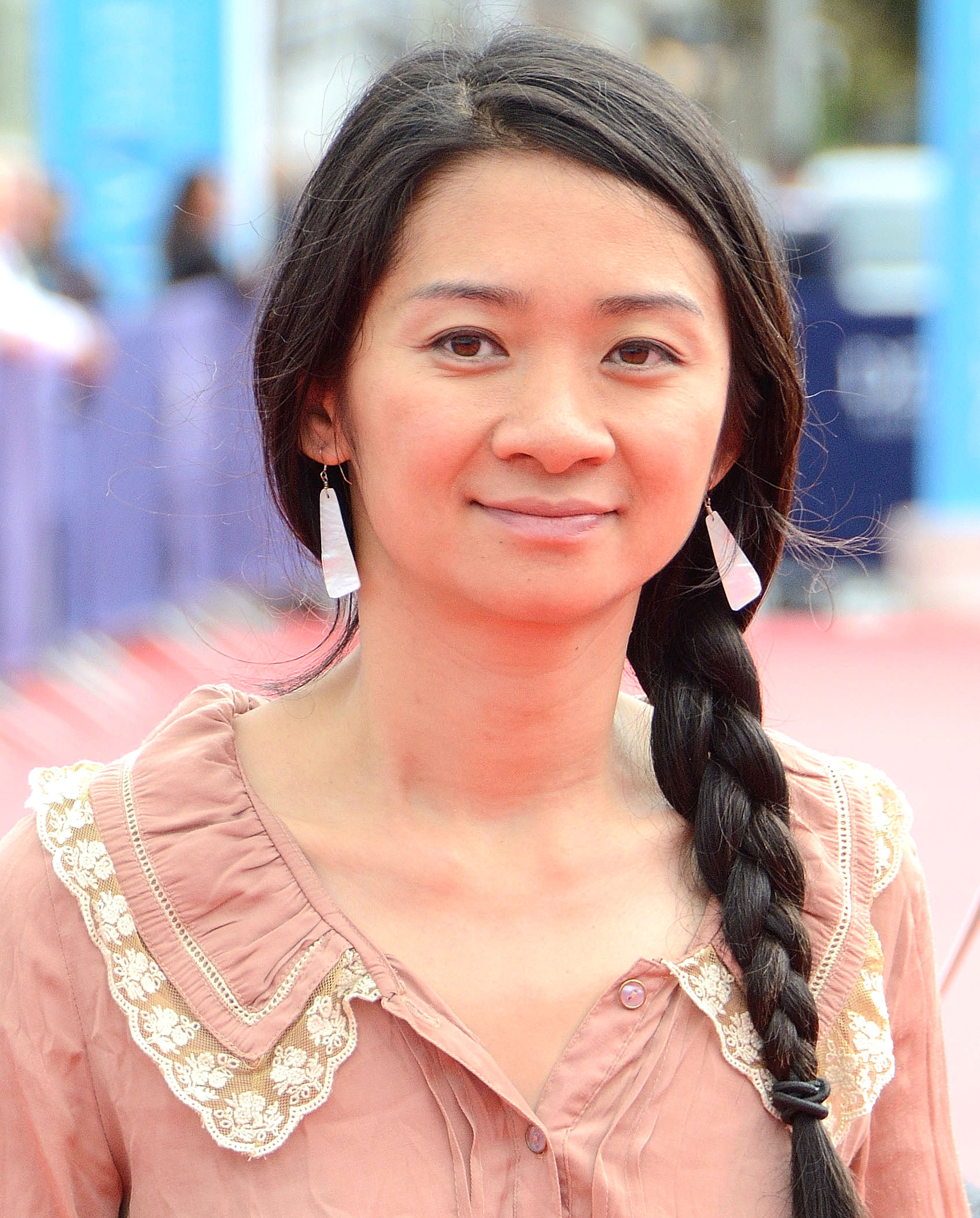
Chloé Zhao (2015)

- Los Angeles/Vereinigte Staaten: Im Dolby Theatre findet die Verleihung der 93rd Academy Awards statt. Das Roadmovie Nomadland von Chloé Zhao schneidet mit drei gewonnenen Preisen, darunter für den besten Film, am erfolgreichsten ab.[104]
- Tirana/Albanien: Hochrechnungen zufolge erringen die Sozialisten unter Ministerpräsident Edi Rama die meisten Stimmen bei den Parlamentswahlen.[105]

### Montag, 26. April 2021
- Abuja/Nigeria: Bei einem Angriff von Dschihadisten im Bundesstaat Borno im Nordosten Nigerias werden 31 Soldaten getötet.[106] Bei einem bewaffneten Überfall in Makurdi im Südosten Nigerias werden mehrere Studenten der dortigen Hochschule für Landwirtschaft entführt.[107]
- Gitega/Burundi: Im Rahmen einer Amnestie durch Präsident Évariste Ndayishimiye werden 1300 Gefängnisinsassen in Gitega und Bujumbura  aus der Haft entlassen. Diese Maßnahme soll der Überbelegung burundischer Haftanstalten entgegenwirken.[108]
- Ouagadougou/Burkina Faso: Bei einem bewaffneten Überfall werden zwei spanische Journalisten und der irische Direktor einer Umweltschutzorganisation während einer Patrouille zur Bekämpfung der Wilderei im Osten von Burkina Faso durch Dschihadisten ermordet.[109] Bei einem bewaffneten Überfall auf das Dorf Yattakou im Norden von Burkina Faso werden 18 Bewohner getötet.[110]
- Washington, D.C./Vereinigte Staaten: Das United States Census Bureau gibt bekannt, dass mit Stichtag 1. April 2020 331.449.281 Menschen in den USA leben. Gegenüber dem United States Census 2010 ist die Bevölkerung der Vereinigten Staaten um 22.703.743 Personen, das entspricht einem Plus von 7,4 %, angewachsen. Nach dem United States Census 2020 und der daraus resultierenden Neuverteilung der Sitze im Repräsentantenhaus der Vereinigten Staaten wird Texas zwei zusätzliche Sitze bekommen und dort künftig 38 Mandate stellen. Weiters werden Colorado (künftig 8), Florida (28), Montana (2), North Carolina (14) und Oregon (6) je einen zusätzlichen Wahlbezirk bekommen. Folgende sieben Staaten werden nach den Midterm Elections 2022 einen Wahlkreis verlieren: Illinois (künftig 17), Kalifornien (52), Michigan (13), New York (26), Pennsylvania (17) und West Virginia (2). Erstmals in der Geschichte verliert somit Kalifornien nach einer Volkszählung einen Wahlkreis.[111]

### Dienstag, 27. April 2021
- Brüssel/Belgien: Das Europäische Parlament ratifiziert das Handels- und Kooperationsabkommen mit dem Vereinigten Königreich.[112]

### Mittwoch, 28. April 2021
- Belfast/Vereinigtes Königreich: Erste Ministerin Arlene Foster kündigt ihren Rücktritt an, nachdem sie die Unterstützung ihrer Democratic Unionist Party im Nachgang der Ausschreitungen verloren hatte.[113]
- Riga/Lettland: Bei einem Brand in einer illegal als Hostel genutzten Apartmentanlage kommen acht Personen ums Leben.[114]

### Donnerstag, 29. April 2021
- Bischkek/Kirgisistan: Bei gewaltsamen Zusammenstößen an der kirgisisch-tadschikischen Grenze werden auf beiden Seiten insgesamt 23 Personen getötet und 224 verletzt. 11.500 Bewohner des Grenzgebietes mussten im Zuge der Gefechte ihre Wohnungen verlassen. Auslöser der Gefechte sei ein Streit um Zugang zu Wasserressourcen in der tadschikischen Exklave Woruch gewesen. Der genaue Grenzverlauf ist zwischen beiden Staaten ist nicht eindeutig gekennzeichnet. Militärs beider Seiten vereinbaren eine Feuerpause.[115]
- Har Meron/Israel: Beim Lag-baOmer-Fest auf dem Har Meron im Norden Israels kommt es zu einer Massenpanik, bei der mindestens 45 Menschen sterben.[116]
- Karlsruhe/Deutschland: Das Bundesverfassungsgericht gibt bekannt, dass per Beschluss vom 24. März 2021 das Klimaschutzgesetz in Teilen verfassungswidrig ist, weil ausreichende Vorgaben für die Emissionsminderung ab 2031 fehlen.[117]
- Taipeh/Taiwan: Vor dem Hintergrund wachsender Spannungen zwischen Taiwan und der Volksrepublik China verbietet das taiwanische Arbeitsministerium Stellenausschreibungen mit Arbeitsorten in China, um der Abwanderung von Spezialisten im Bereich der Halbleiter-Industrie entgegenzuwirken.[118]
- Wenchang/China: Mit dem Start des Moduls „Tianhe“ beginnt der Aufbau der neuen Chinesischen Raumstation.[119]

### Freitag, 30. April 2021
- Arouca/Portugal: Nach der Fertigstellung der 516 Arouca, der längsten Fußgänger-Hängebrücke der Welt, dürfen Einheimische diese als erste überqueren.[120]
- Pul-i-Alam/Afghanistan: Bei der Explosion einer Autobombe durch einen Selbstmordattentäter vor einem Gästehaus in Pul-i-Alam in der Provinz Lugar südlich von Kabul werden mindestens 30 Personen getötet, darunter viele Schüler, die sich für die Aufnahmeprüfungen zur Universität dort aufgehalten haben. Das Dach des Gästehauses stürzt ein und verschüttet einige Personen. Die afghanische Regierung beschuldigt die Taliban, für den Anschlag im Ramadan, dem Monat der Barmherzigkeit und Vergebung, verantwortlich zu sein.[121][122]